# 西大墩遺址
西大墩遺址位於台中市十二期重劃區，最早於台中市西屯區福科路(前身為青海路)與環中路附近的農田發現，因位於西屯區西墩里行政轄區內，故命名為「西墩里遺址」或「西大墩遺址」。該遺址最早的文化層可推到繩紋陶時代，最晚的文化層為中部歷史時期，涵括將近四千年的時間範圍，初步估計的分布範圍幾乎涵括西墩里，無疑是台中市考古史上的重大發現之一。

## 沿革
1. 2005年，陳柏霖在調查笩子溪暨支線遺址分佈研究，在西墩里行政轄區內發現二處疑似遺址。其中的一處疑似遺址，即位於福科路(前身為青海路)與環中路附近農田，陶片出土處主要集中在稻田中的一座清朝墳墓週邊，也有少量的石器殘件出土。
2. 2008年台中市文化局委託遺址監管階段提報文化局。
3. 2009年3月24日至6月11日，國立自然科學博物館研究員屈慧麗進行搶救發掘，共進行35條探溝和22個2公尺見方的探坑發掘。
4. 2010年4月24日至7月5日，國立自然科學博物館研究員屈慧麗進行第二次的搶救發掘，共進行7條探溝和102個2公尺見方的探坑發掘。
5. 2011年8月30日指定為台中市市定遺址[1][2]。

## 特色
西大墩遺址至多涵括數個文化層，由古至今分別為牛罵頭文化層、番仔園文化層，以及歷史時期的文化遺留。目前發現遺物的範圍在環中路、黎明路、中港路、西屯區所圍起的區域間，大致涵括西墩里，初步估計面積至少在數萬平方公尺以上。

## 資料來源
1. ↑  西大墩遺址 （页面存档备份，存于）.臺中市文化資產處
2. ↑  臺中市市定遺址：西大墩遺址 （页面存档备份，存于）.臺中市文化資產處.2016-06-22